# Arvillers
Arvillers – miejscowość i gmina we Francji, w regionie Hauts-de-France, w departamencie Somma.
Według danych na rok 1990 gminę zamieszkiwały 634 osoby, a gęstość zaludnienia wynosiła 50 osób/km² (wśród 2293 gmin Pikardii Arvillers plasuje się na 442. miejscu pod względem liczby ludności, natomiast pod względem powierzchni na miejscu 290.).